# Parque Marinha do Brasil
O Parque Marinha do Brasil é um dos parques urbanos da cidade brasileira de Porto Alegre.

## História
Inaugurado em 9 de dezembro de 1978, com projeto dos arquitetos Ivan Mizoguchi e Rogério Malinsky, o Parque Marinha do Brasil possui uma área de 70,70 hectares. Está localizado no bairro Praia de Belas, é contornado pelas avenidas Borges de Medeiros e Ipiranga, sendo cortado pela avenida Edvaldo Pereira Paiva (também chamada Beira-Rio), a qual possui vista para a orla do Guaíba. O parque foi projetado sobre o antigo aterro que possibilitou a expansão do Praia de Belas, finalizada na década de 1960.

## Jardins das Esculturas
Em 12 de outubro de 1997, durante a 1.ª edição da Bienal do Mercosul, inaugurou-se no Parque Marinha do Brasil o primeiro e único "jardim de esculturas" da cidade, a fim de propiciar a convivência artística da comunidade em um espaço público de lazer.
Formado por um acervo de dez obras, o Jardim das Esculturas reúne trabalhos de artistas latino-americanos, tais como Amilcar de Castro, Aluisio Carvão, Francisco Stockinger, Franz Weissmann e Carlos Fajardo, do Brasil; Ennio Iommi, Julio Pérez Sanz e Hernan Dompé, da Argentina; e Francine Secretan e Ted Carrasco, da Bolívia. Todas as esculturas foram construídas a partir de materiais duráveis, como pedra, aço, concreto e tijolos, e foram doadas por seus respectivos criadores à Fundação Bienal de Artes Visuais do Mercosul.

### Galeria

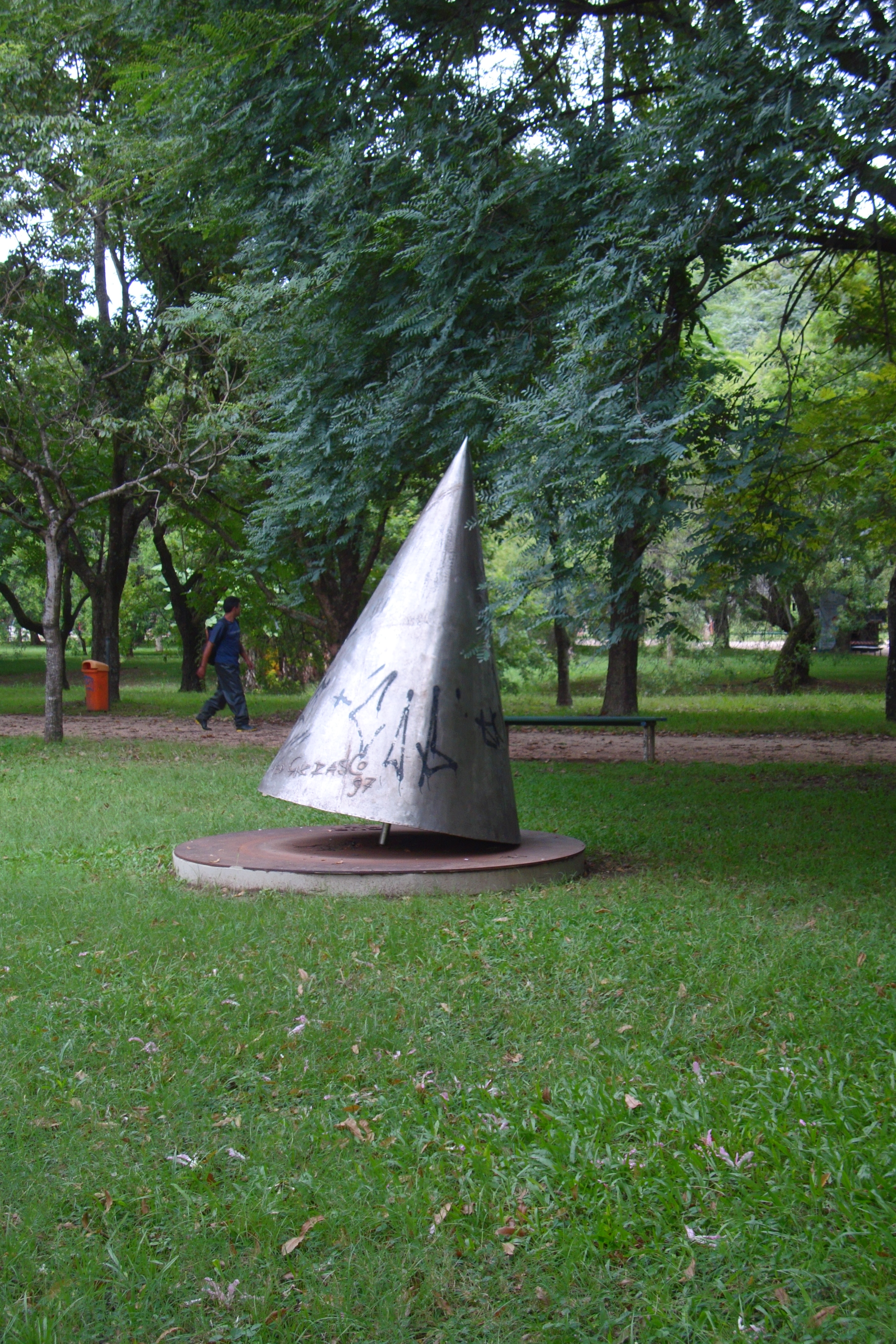
Cono Sur, por Ted Carrasco
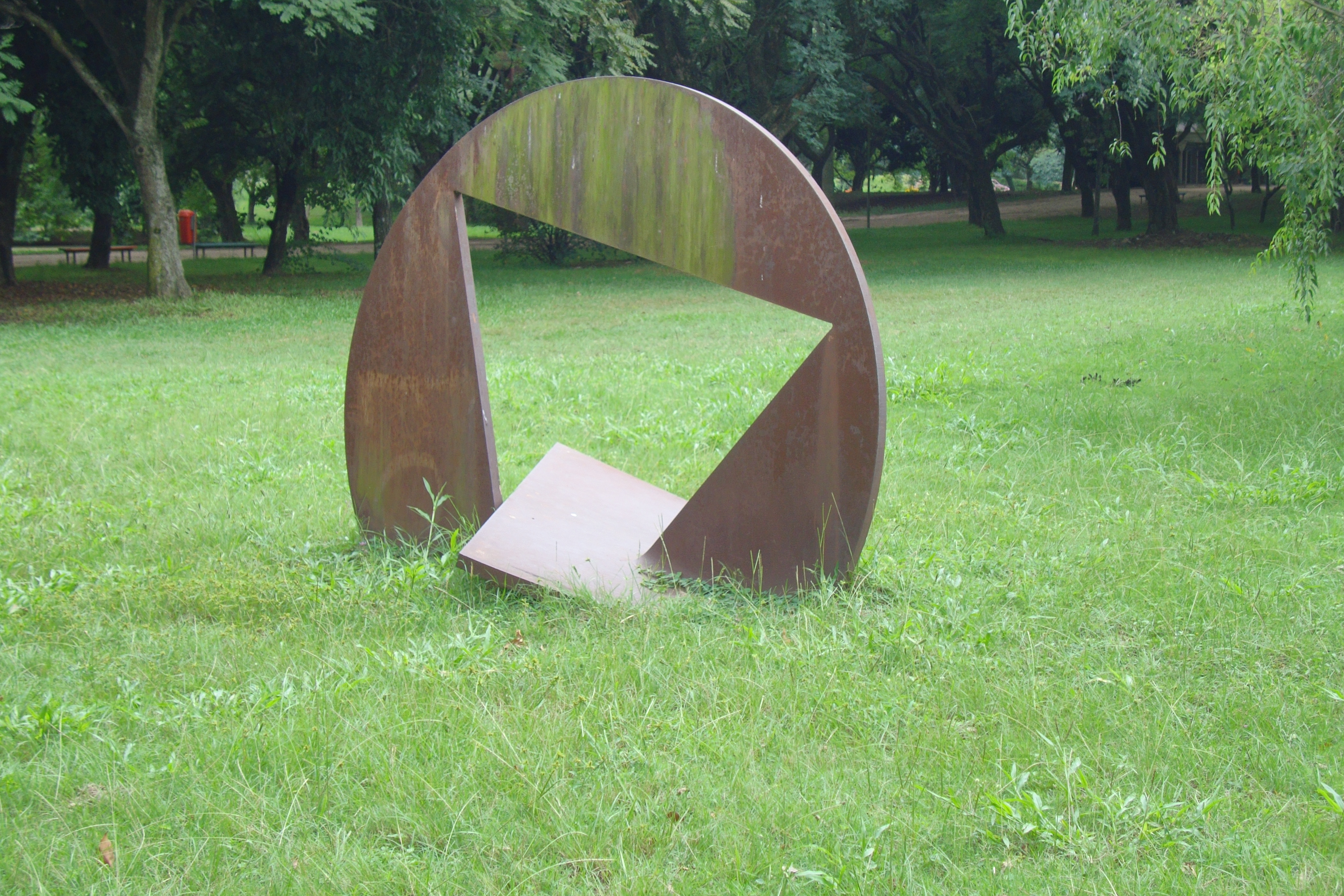
Sem Título, por Amílcar de Castro
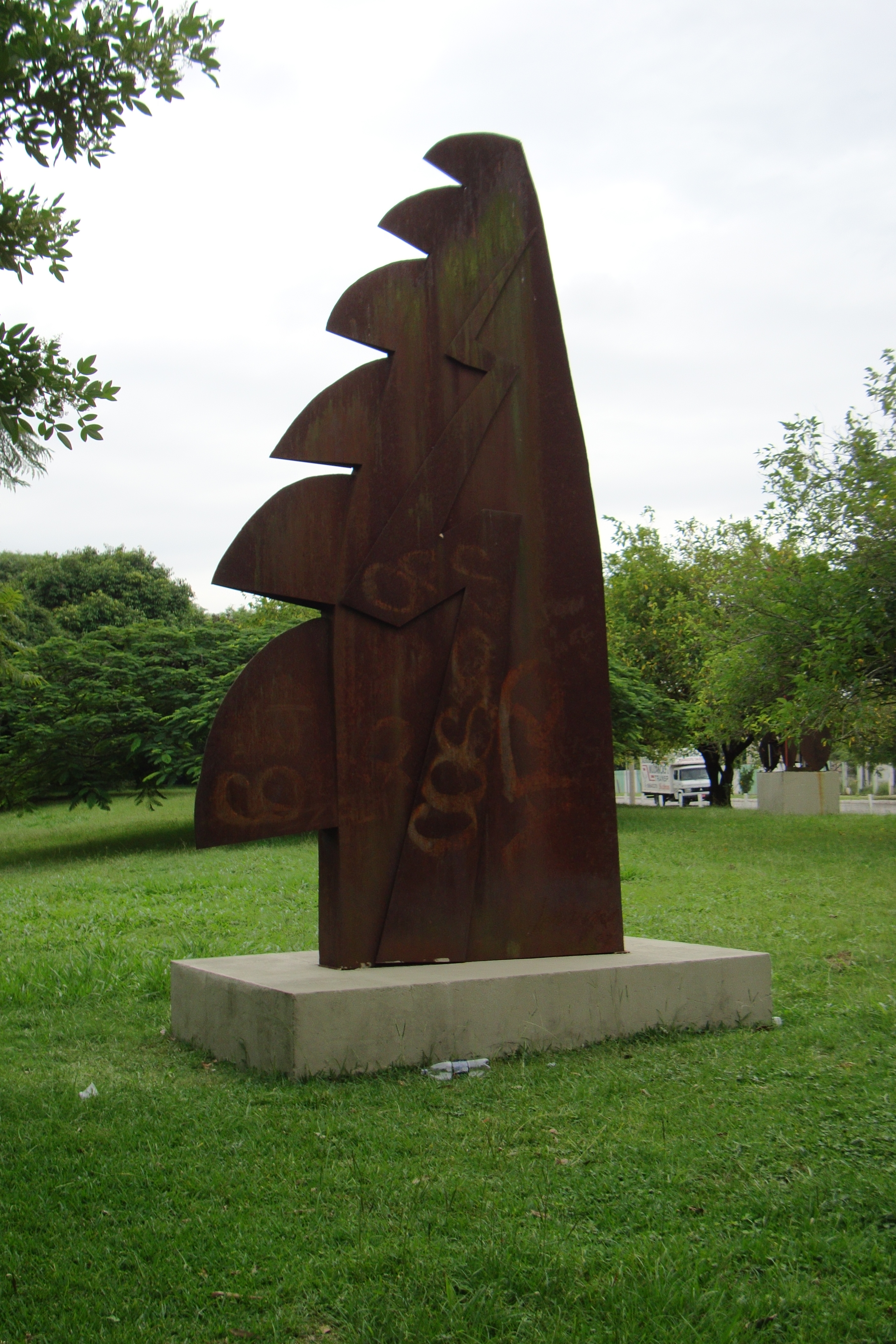
Rayo, por Hernán Dompé
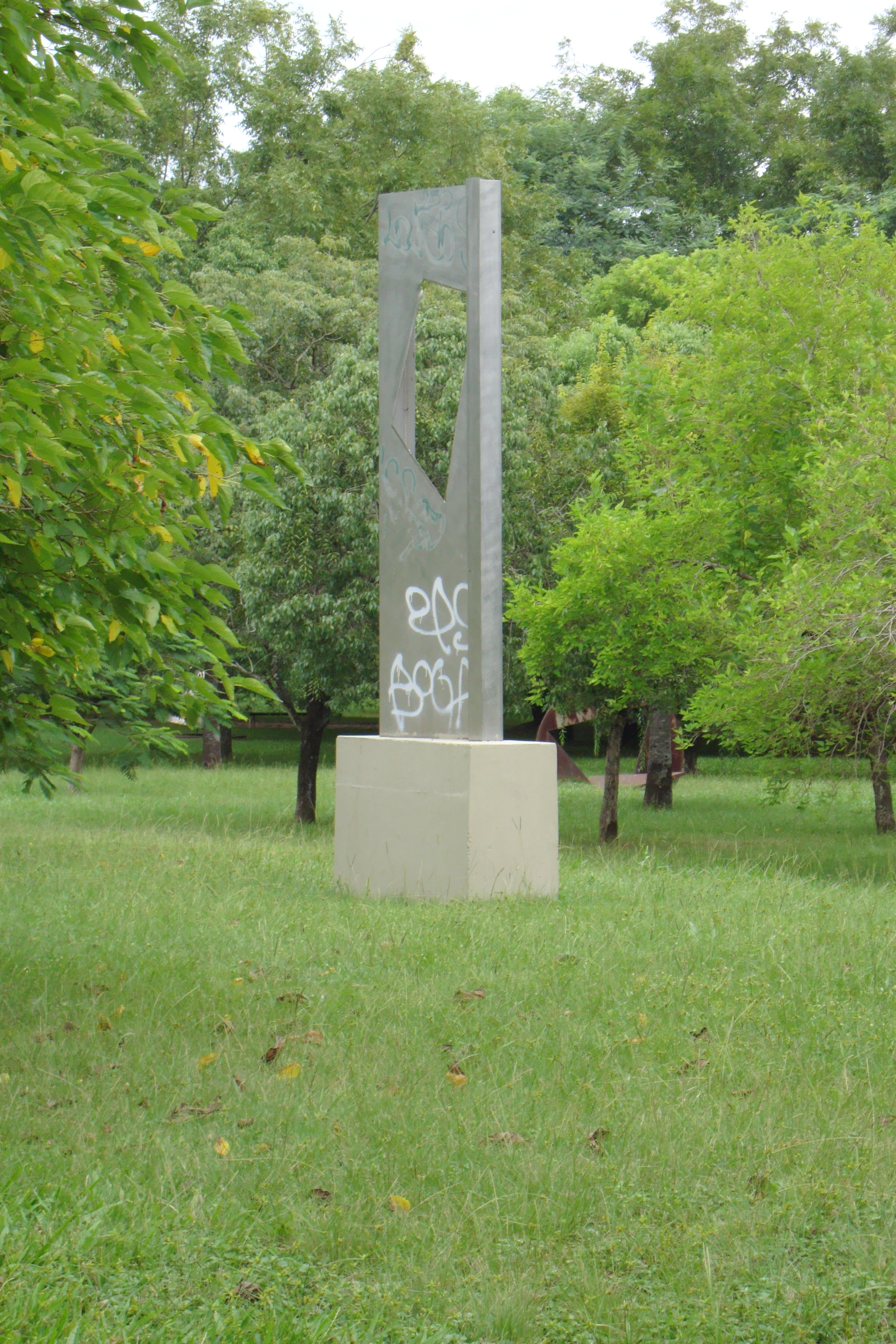
Planos em um Plano (1997)
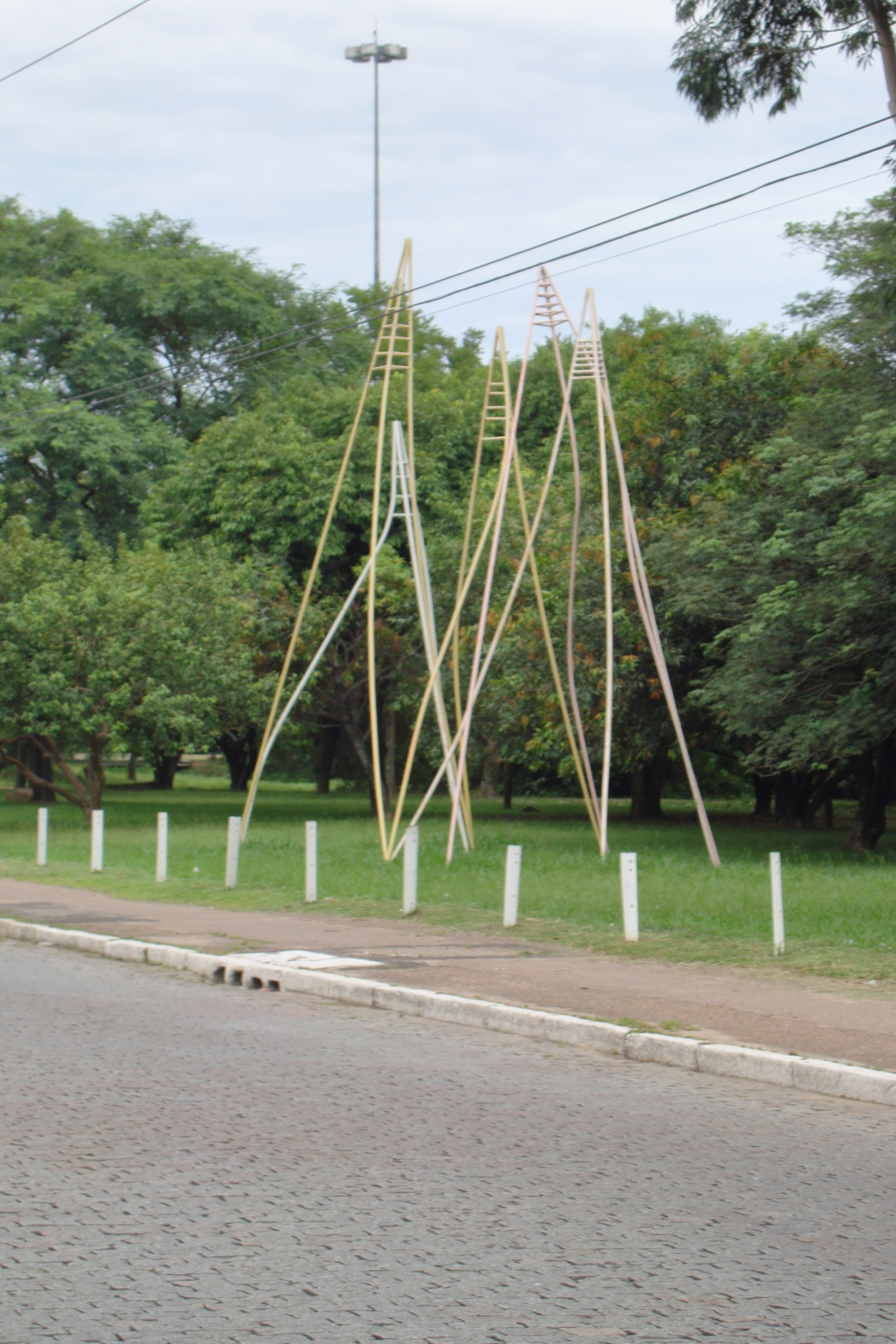
Mangrullos, por Julio Pérez Sanz
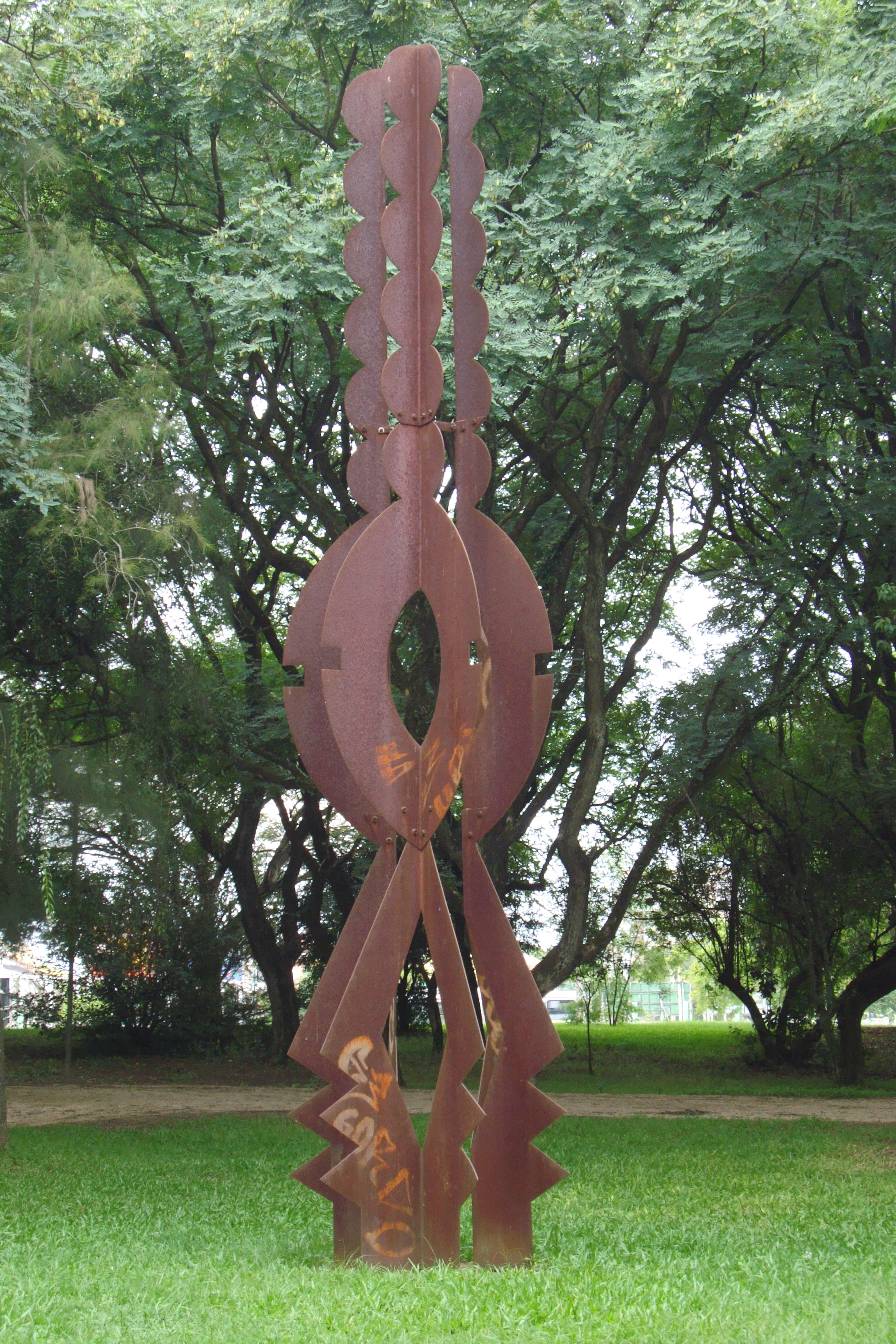
El Canto de las Flores, por Francine Secretan
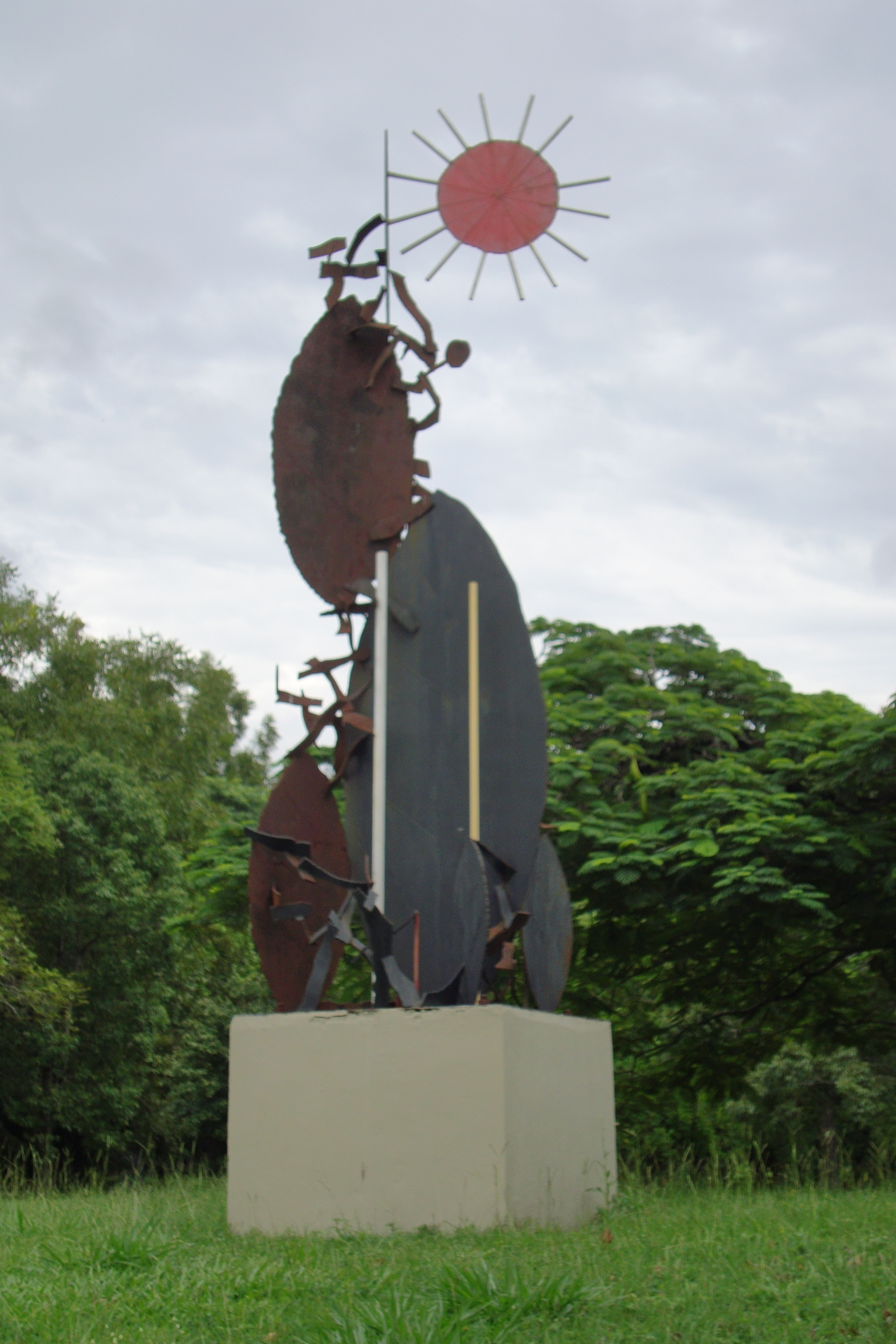
Flor, por Francisco Stockinger